# 日産自動車提供NRN朝のラジオ情報枠
日産自動車提供NRN朝のラジオ情報枠は、日産自動車の一社提供で、ニッポン放送をはじめとするNRN加盟局（茨城放送、栃木放送を除く）と　岐阜放送（独立局）で、平日朝（主に7時台から8時台の間）に放送されていたラジオ番組（企画ネット番組）の一覧である。放送開始は、1960年代後期頃。基本的に、内容は各局別。一部の局は、タイトルが別である（STVラジオの「日産オハヨージャーナル」など）。2006年3月までは、土曜日も放送していた。
オープニングなどに流れる口笛やブラスを強調した音楽は、世界の恋人のインストバージョンである（極一部の局は音楽も別）。
番組内で流れる日産自動車のCMは、各局共通である。

## 主な番組
- 日産フラッシュジャーナル（～2004年3月）
- 日産ラジオナビ（2004年3月末～2007年3月）
- NISSANビジネスサポートトピックス（2007年4月～2008年3月、この番組からタイトル内の日産の表記がローマ字のNISSANとなった。）

自主制作ではない地域では、ニッポン放送の裏送り制作による、下記のスポーツ情報番組を放送。
- ミスタースポーツ（～2004年3月末、当初は「ロイ・ジェームスのミスタースポーツ」だったが、ロイ死去後に単に「ミスタースポーツ」となる。）
- 日産ラジオナビ スポーツ最前線（2004年3月末～）

## 放送局
※印は、ニッポン放送裏送り制作のスポーツ情報番組をネットしてした地域（ただし、山口放送とラジオ沖縄は土曜日のみ自主制作による内容だった（2006年3月まで））。
- ニッポン放送
- STVラジオ
- 青森放送
- IBC岩手放送
- 東北放送
- 秋田放送
- 山形放送
- ラジオ福島※
- 新潟放送
- 信越放送
- 山梨放送※
- 北日本放送※
- 北陸放送
- 福井放送
- 静岡放送
- 東海ラジオ
- 岐阜放送
- ラジオ大阪
- KBS京都
- ラジオ関西（NRN離脱後も放送、21世紀になる前に打ち切り）
- 和歌山放送
- 山陰放送※
- 山陽放送
- 中国放送
- 山口放送※
- 四国放送
- 西日本放送
- 南海放送
- 高知放送
- 九州朝日放送
- 長崎放送
- 熊本放送
- 大分放送
- 宮崎放送
- 南日本放送
- ラジオ沖縄※

| スタブアイコン | サブスタブ | この項目は、まだ閲覧者の調べものの参照としては役立たない、ラジオ番組に関連した書きかけの項目です。この項目を加筆・訂正などしてくださる協力者を求めています（P:ラジオ/PJ:放送番組）。 |